# Georges Hébert

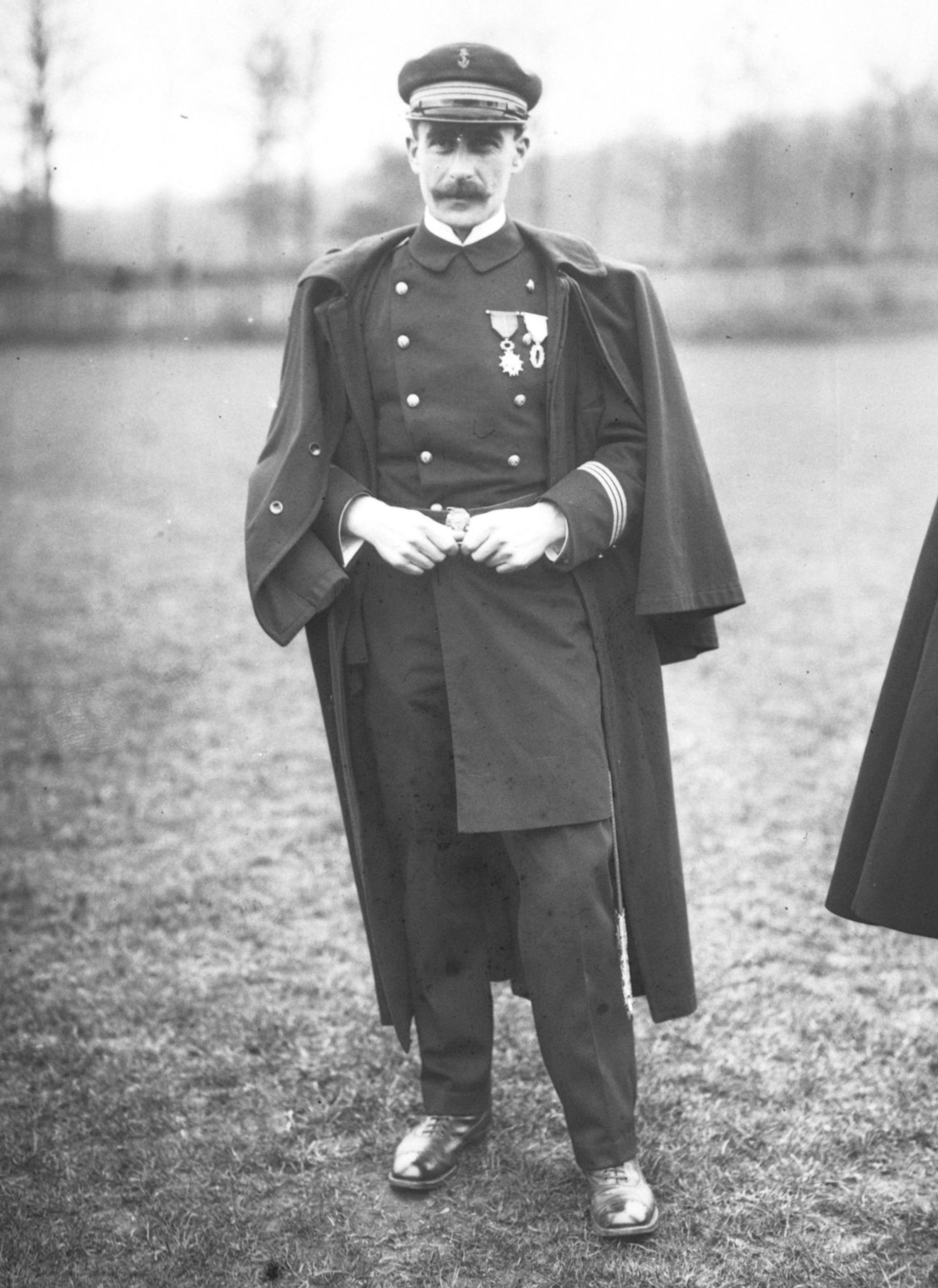
Lieutenant Georges Hébert 1913

Georges Hébert (* 27. April 1875 in Paris; † 2. August 1957 in Tourgéville) war französischer Marineoffizier. Er gilt als der Entwickler der Méthode Naturelle.

## Leben
Als er 1902 in der kleinen Stadt St. Pierre auf Martinique stationiert war, organisierte er die Flucht vor einem Vulkanausbruch – der 26.000 Menschen das Leben kostete – und konnte 700 Menschen retten. Dieses Ereignis spielte eine wichtige Rolle in der Entwicklung der späteren Méthode Naturelle, denn es bestärkte seinen Grundgedanken, dass es sehr wichtig ist athletische Fähigkeiten mit Hilfsbereitschaft, Selbstlosigkeit und Tapferkeit zu vereinbaren.
Primär für die Entwicklung dieser wurde er 1955 von der französischen Regierung für seine Lebensleistung geehrt.

## Méthode Naturelle
Die Méthode Naturelle, auch Hébertisme genannt, ist eine von Hébert entwickelte Art körperlichen und geistigen Trainings, bei welcher der eigene Körper in sehr vielen Disziplinen in der Natur trainiert wird. Hébert wurde zu dieser Methode auf einer Afrika-Reise inspiriert, bei der er erstaunt war über die körperliche Verfassung der in der Natur lebenden Menschen.
Der Vulkanausbruch spielte eine wichtige Rolle in der Entwicklung des Hébertisme, denn es bestärkte seine Idee, dass es überaus wichtig ist, athletische Fähigkeiten mit Hilfsbereitschaft, Selbstlosigkeit und Tapferkeit zu vereinbaren. Dies spiegelt sich auch in einer Devise der Méthode Naturelle wider, welche besagt: „Être fort pour être utile“ („Stark sein, um nützlich zu sein“).
Nachdem Hébert wieder zurück in Frankreich war, definierte er die Grundstatuten der Méthode Naturelle. Er lehrte die Méthode Naturelle im universitären Bereich und versuchte dort, sowohl die physische als auch psychische Lehre an seine Schüler weiterzugeben. Im Kern stellt diese ein stringentes Vehikel zur effizienten Steigerung der Körperbeherrschung durch konsequente körperliche und mentale Ertüchtigung dar.
Das Training für den Körper war sehr umfassend und bestand aus den Teilen
- Resistenz
- Kraft
- Geschwindigkeit und Explosivität
- Laufen, Rennen, Springen, Klettern, Heben, Werfen, Balancieren, Selbstverteidigung, Schwimmen und Bewegung auf allen vieren.

Das Training fand teilweise in der freien Natur und teilweise in von Hébert gefertigten „Parks“ ähnlich riesiger Trimm-dich-Pfade statt.
Die Méthode Naturelle wurde zum Standard-Training für das französische Militär und wurde auch in anderen Teilen Europas praktiziert. Durch die von David Belle, Sébastien Foucan und anderen entwickelte Kunst der Fortbewegung – Parkour – gewinnt die Méthode Naturelle zunehmend an Bekanntheit.
1913 übernahm Hébert die Leitung des nationalen Collège d'athlètes de Reims. Dieses war vom IOC-Vizepräsidenten, dem Marquis de Polignac, gegründet worden, um dem Niedergang des französischen Sports bei den Olympischen Spielen 1912 in Stockholm entgegenzuwirken.

## Werke von Georges Hébert
- Guide pratique d'éducation physique, 1910
- Le Code de la force. La Force physique, ses éléments constitutifs et sa mesure pratique, 1911
- L'éducation physique ou l'entraînement complet par la méthode naturelle, Librairie Vuibert, Paris, 1912
- La Culture Virile et les Devoirs Physiques de L'Officier Combattant, Libairie Vuilbert, Paris, 1913
- Ma Leçon-type de natation, 1914
- Ma Leçon-type d'entraînement complet et utilitaire, 1915
- L’Éducation physique féminine. Muscle et Beauté plastique, 1919
- Le Sport contre l’Éducation physique, Librairie Vuibert, Paris, 1946, 4e édition (1e édition. 1925)
- L'éducation physique virile et morale par la méthode naturelle. Tome I. Exposé doctrinal et Principes directeurs de travail, nombreuses illustrations, Librairie Vuibert, Paris, 1941–1942
- L'éducation physique virile et morale par la méthode naturelle. Tome II. Technique des Exercices. Technologie. Marche. Course. Saut., Librairie Vuibert, Paris, 1942, 643 pp.
- L'éducation physique virile et morale par la méthode naturelle. Tome III. Technique des exercices. Fascicule 1. Quadrupédie., Librairie Vuibert, Paris, 1943, 244 pp.
- L'éducation physique virile et morale par la méthode naturelle. Tome III. Technique des exercices. Fascicule 2. Grimper., Librairie Vuibert, Paris, 1943, 244 pp.
- Marche et Sauts, 1942
- Grimper, 1943
- Equilibrisme, 1946